# Леґаль де Кермюр
Сір де Леґа́ль де Кермю́р (фр. De Kermur Sire de Legal; 4 вересня 1702, Версаль — 1792) — французький шахіст, учитель славетного Франсуа-Андре Філідора.
|   | a | b | c | d | e | f | g | h |   |
| 8 | a8 чорна тура · b8 чорний кінь · d8 чорний ферзь · e8 чорний король · f8 чорний слон · g8 чорний кінь · h8 чорна тура · a7 чорний пішак · b7 чорний пішак · c7 чорний пішак · f7 чорний пішак · h7 чорний пішак · d6 чорний пішак · g6 чорний пішак · e5 чорний пішак · c4 білий слон · e4 білий пішак · g4 чорний слон · c3 білий кінь · f3 білий кінь · a2 білий пішак · b2 білий пішак · c2 білий пішак · d2 білий пішак · f2 білий пішак · g2 білий пішак · h2 білий пішак · a1 біла тура · c1 білий слон · d1 білий ферзь · e1 білий король · h1 біла тура | a8 чорна тура · b8 чорний кінь · d8 чорний ферзь · e8 чорний король · f8 чорний слон · g8 чорний кінь · h8 чорна тура · a7 чорний пішак · b7 чорний пішак · c7 чорний пішак · f7 чорний пішак · h7 чорний пішак · d6 чорний пішак · g6 чорний пішак · e5 чорний пішак · c4 білий слон · e4 білий пішак · g4 чорний слон · c3 білий кінь · f3 білий кінь · a2 білий пішак · b2 білий пішак · c2 білий пішак · d2 білий пішак · f2 білий пішак · g2 білий пішак · h2 білий пішак · a1 біла тура · c1 білий слон · d1 білий ферзь · e1 білий король · h1 біла тура | a8 чорна тура · b8 чорний кінь · d8 чорний ферзь · e8 чорний король · f8 чорний слон · g8 чорний кінь · h8 чорна тура · a7 чорний пішак · b7 чорний пішак · c7 чорний пішак · f7 чорний пішак · h7 чорний пішак · d6 чорний пішак · g6 чорний пішак · e5 чорний пішак · c4 білий слон · e4 білий пішак · g4 чорний слон · c3 білий кінь · f3 білий кінь · a2 білий пішак · b2 білий пішак · c2 білий пішак · d2 білий пішак · f2 білий пішак · g2 білий пішак · h2 білий пішак · a1 біла тура · c1 білий слон · d1 білий ферзь · e1 білий король · h1 біла тура | a8 чорна тура · b8 чорний кінь · d8 чорний ферзь · e8 чорний король · f8 чорний слон · g8 чорний кінь · h8 чорна тура · a7 чорний пішак · b7 чорний пішак · c7 чорний пішак · f7 чорний пішак · h7 чорний пішак · d6 чорний пішак · g6 чорний пішак · e5 чорний пішак · c4 білий слон · e4 білий пішак · g4 чорний слон · c3 білий кінь · f3 білий кінь · a2 білий пішак · b2 білий пішак · c2 білий пішак · d2 білий пішак · f2 білий пішак · g2 білий пішак · h2 білий пішак · a1 біла тура · c1 білий слон · d1 білий ферзь · e1 білий король · h1 біла тура | a8 чорна тура · b8 чорний кінь · d8 чорний ферзь · e8 чорний король · f8 чорний слон · g8 чорний кінь · h8 чорна тура · a7 чорний пішак · b7 чорний пішак · c7 чорний пішак · f7 чорний пішак · h7 чорний пішак · d6 чорний пішак · g6 чорний пішак · e5 чорний пішак · c4 білий слон · e4 білий пішак · g4 чорний слон · c3 білий кінь · f3 білий кінь · a2 білий пішак · b2 білий пішак · c2 білий пішак · d2 білий пішак · f2 білий пішак · g2 білий пішак · h2 білий пішак · a1 біла тура · c1 білий слон · d1 білий ферзь · e1 білий король · h1 біла тура | a8 чорна тура · b8 чорний кінь · d8 чорний ферзь · e8 чорний король · f8 чорний слон · g8 чорний кінь · h8 чорна тура · a7 чорний пішак · b7 чорний пішак · c7 чорний пішак · f7 чорний пішак · h7 чорний пішак · d6 чорний пішак · g6 чорний пішак · e5 чорний пішак · c4 білий слон · e4 білий пішак · g4 чорний слон · c3 білий кінь · f3 білий кінь · a2 білий пішак · b2 білий пішак · c2 білий пішак · d2 білий пішак · f2 білий пішак · g2 білий пішак · h2 білий пішак · a1 біла тура · c1 білий слон · d1 білий ферзь · e1 білий король · h1 біла тура | a8 чорна тура · b8 чорний кінь · d8 чорний ферзь · e8 чорний король · f8 чорний слон · g8 чорний кінь · h8 чорна тура · a7 чорний пішак · b7 чорний пішак · c7 чорний пішак · f7 чорний пішак · h7 чорний пішак · d6 чорний пішак · g6 чорний пішак · e5 чорний пішак · c4 білий слон · e4 білий пішак · g4 чорний слон · c3 білий кінь · f3 білий кінь · a2 білий пішак · b2 білий пішак · c2 білий пішак · d2 білий пішак · f2 білий пішак · g2 білий пішак · h2 білий пішак · a1 біла тура · c1 білий слон · d1 білий ферзь · e1 білий король · h1 біла тура | a8 чорна тура · b8 чорний кінь · d8 чорний ферзь · e8 чорний король · f8 чорний слон · g8 чорний кінь · h8 чорна тура · a7 чорний пішак · b7 чорний пішак · c7 чорний пішак · f7 чорний пішак · h7 чорний пішак · d6 чорний пішак · g6 чорний пішак · e5 чорний пішак · c4 білий слон · e4 білий пішак · g4 чорний слон · c3 білий кінь · f3 білий кінь · a2 білий пішак · b2 білий пішак · c2 білий пішак · d2 білий пішак · f2 білий пішак · g2 білий пішак · h2 білий пішак · a1 біла тура · c1 білий слон · d1 білий ферзь · e1 білий король · h1 біла тура | 8 |
| 7 | a8 чорна тура · b8 чорний кінь · d8 чорний ферзь · e8 чорний король · f8 чорний слон · g8 чорний кінь · h8 чорна тура · a7 чорний пішак · b7 чорний пішак · c7 чорний пішак · f7 чорний пішак · h7 чорний пішак · d6 чорний пішак · g6 чорний пішак · e5 чорний пішак · c4 білий слон · e4 білий пішак · g4 чорний слон · c3 білий кінь · f3 білий кінь · a2 білий пішак · b2 білий пішак · c2 білий пішак · d2 білий пішак · f2 білий пішак · g2 білий пішак · h2 білий пішак · a1 біла тура · c1 білий слон · d1 білий ферзь · e1 білий король · h1 біла тура | a8 чорна тура · b8 чорний кінь · d8 чорний ферзь · e8 чорний король · f8 чорний слон · g8 чорний кінь · h8 чорна тура · a7 чорний пішак · b7 чорний пішак · c7 чорний пішак · f7 чорний пішак · h7 чорний пішак · d6 чорний пішак · g6 чорний пішак · e5 чорний пішак · c4 білий слон · e4 білий пішак · g4 чорний слон · c3 білий кінь · f3 білий кінь · a2 білий пішак · b2 білий пішак · c2 білий пішак · d2 білий пішак · f2 білий пішак · g2 білий пішак · h2 білий пішак · a1 біла тура · c1 білий слон · d1 білий ферзь · e1 білий король · h1 біла тура | a8 чорна тура · b8 чорний кінь · d8 чорний ферзь · e8 чорний король · f8 чорний слон · g8 чорний кінь · h8 чорна тура · a7 чорний пішак · b7 чорний пішак · c7 чорний пішак · f7 чорний пішак · h7 чорний пішак · d6 чорний пішак · g6 чорний пішак · e5 чорний пішак · c4 білий слон · e4 білий пішак · g4 чорний слон · c3 білий кінь · f3 білий кінь · a2 білий пішак · b2 білий пішак · c2 білий пішак · d2 білий пішак · f2 білий пішак · g2 білий пішак · h2 білий пішак · a1 біла тура · c1 білий слон · d1 білий ферзь · e1 білий король · h1 біла тура | a8 чорна тура · b8 чорний кінь · d8 чорний ферзь · e8 чорний король · f8 чорний слон · g8 чорний кінь · h8 чорна тура · a7 чорний пішак · b7 чорний пішак · c7 чорний пішак · f7 чорний пішак · h7 чорний пішак · d6 чорний пішак · g6 чорний пішак · e5 чорний пішак · c4 білий слон · e4 білий пішак · g4 чорний слон · c3 білий кінь · f3 білий кінь · a2 білий пішак · b2 білий пішак · c2 білий пішак · d2 білий пішак · f2 білий пішак · g2 білий пішак · h2 білий пішак · a1 біла тура · c1 білий слон · d1 білий ферзь · e1 білий король · h1 біла тура | a8 чорна тура · b8 чорний кінь · d8 чорний ферзь · e8 чорний король · f8 чорний слон · g8 чорний кінь · h8 чорна тура · a7 чорний пішак · b7 чорний пішак · c7 чорний пішак · f7 чорний пішак · h7 чорний пішак · d6 чорний пішак · g6 чорний пішак · e5 чорний пішак · c4 білий слон · e4 білий пішак · g4 чорний слон · c3 білий кінь · f3 білий кінь · a2 білий пішак · b2 білий пішак · c2 білий пішак · d2 білий пішак · f2 білий пішак · g2 білий пішак · h2 білий пішак · a1 біла тура · c1 білий слон · d1 білий ферзь · e1 білий король · h1 біла тура | a8 чорна тура · b8 чорний кінь · d8 чорний ферзь · e8 чорний король · f8 чорний слон · g8 чорний кінь · h8 чорна тура · a7 чорний пішак · b7 чорний пішак · c7 чорний пішак · f7 чорний пішак · h7 чорний пішак · d6 чорний пішак · g6 чорний пішак · e5 чорний пішак · c4 білий слон · e4 білий пішак · g4 чорний слон · c3 білий кінь · f3 білий кінь · a2 білий пішак · b2 білий пішак · c2 білий пішак · d2 білий пішак · f2 білий пішак · g2 білий пішак · h2 білий пішак · a1 біла тура · c1 білий слон · d1 білий ферзь · e1 білий король · h1 біла тура | a8 чорна тура · b8 чорний кінь · d8 чорний ферзь · e8 чорний король · f8 чорний слон · g8 чорний кінь · h8 чорна тура · a7 чорний пішак · b7 чорний пішак · c7 чорний пішак · f7 чорний пішак · h7 чорний пішак · d6 чорний пішак · g6 чорний пішак · e5 чорний пішак · c4 білий слон · e4 білий пішак · g4 чорний слон · c3 білий кінь · f3 білий кінь · a2 білий пішак · b2 білий пішак · c2 білий пішак · d2 білий пішак · f2 білий пішак · g2 білий пішак · h2 білий пішак · a1 біла тура · c1 білий слон · d1 білий ферзь · e1 білий король · h1 біла тура | a8 чорна тура · b8 чорний кінь · d8 чорний ферзь · e8 чорний король · f8 чорний слон · g8 чорний кінь · h8 чорна тура · a7 чорний пішак · b7 чорний пішак · c7 чорний пішак · f7 чорний пішак · h7 чорний пішак · d6 чорний пішак · g6 чорний пішак · e5 чорний пішак · c4 білий слон · e4 білий пішак · g4 чорний слон · c3 білий кінь · f3 білий кінь · a2 білий пішак · b2 білий пішак · c2 білий пішак · d2 білий пішак · f2 білий пішак · g2 білий пішак · h2 білий пішак · a1 біла тура · c1 білий слон · d1 білий ферзь · e1 білий король · h1 біла тура | 7 |
| 6 | a8 чорна тура · b8 чорний кінь · d8 чорний ферзь · e8 чорний король · f8 чорний слон · g8 чорний кінь · h8 чорна тура · a7 чорний пішак · b7 чорний пішак · c7 чорний пішак · f7 чорний пішак · h7 чорний пішак · d6 чорний пішак · g6 чорний пішак · e5 чорний пішак · c4 білий слон · e4 білий пішак · g4 чорний слон · c3 білий кінь · f3 білий кінь · a2 білий пішак · b2 білий пішак · c2 білий пішак · d2 білий пішак · f2 білий пішак · g2 білий пішак · h2 білий пішак · a1 біла тура · c1 білий слон · d1 білий ферзь · e1 білий король · h1 біла тура | a8 чорна тура · b8 чорний кінь · d8 чорний ферзь · e8 чорний король · f8 чорний слон · g8 чорний кінь · h8 чорна тура · a7 чорний пішак · b7 чорний пішак · c7 чорний пішак · f7 чорний пішак · h7 чорний пішак · d6 чорний пішак · g6 чорний пішак · e5 чорний пішак · c4 білий слон · e4 білий пішак · g4 чорний слон · c3 білий кінь · f3 білий кінь · a2 білий пішак · b2 білий пішак · c2 білий пішак · d2 білий пішак · f2 білий пішак · g2 білий пішак · h2 білий пішак · a1 біла тура · c1 білий слон · d1 білий ферзь · e1 білий король · h1 біла тура | a8 чорна тура · b8 чорний кінь · d8 чорний ферзь · e8 чорний король · f8 чорний слон · g8 чорний кінь · h8 чорна тура · a7 чорний пішак · b7 чорний пішак · c7 чорний пішак · f7 чорний пішак · h7 чорний пішак · d6 чорний пішак · g6 чорний пішак · e5 чорний пішак · c4 білий слон · e4 білий пішак · g4 чорний слон · c3 білий кінь · f3 білий кінь · a2 білий пішак · b2 білий пішак · c2 білий пішак · d2 білий пішак · f2 білий пішак · g2 білий пішак · h2 білий пішак · a1 біла тура · c1 білий слон · d1 білий ферзь · e1 білий король · h1 біла тура | a8 чорна тура · b8 чорний кінь · d8 чорний ферзь · e8 чорний король · f8 чорний слон · g8 чорний кінь · h8 чорна тура · a7 чорний пішак · b7 чорний пішак · c7 чорний пішак · f7 чорний пішак · h7 чорний пішак · d6 чорний пішак · g6 чорний пішак · e5 чорний пішак · c4 білий слон · e4 білий пішак · g4 чорний слон · c3 білий кінь · f3 білий кінь · a2 білий пішак · b2 білий пішак · c2 білий пішак · d2 білий пішак · f2 білий пішак · g2 білий пішак · h2 білий пішак · a1 біла тура · c1 білий слон · d1 білий ферзь · e1 білий король · h1 біла тура | a8 чорна тура · b8 чорний кінь · d8 чорний ферзь · e8 чорний король · f8 чорний слон · g8 чорний кінь · h8 чорна тура · a7 чорний пішак · b7 чорний пішак · c7 чорний пішак · f7 чорний пішак · h7 чорний пішак · d6 чорний пішак · g6 чорний пішак · e5 чорний пішак · c4 білий слон · e4 білий пішак · g4 чорний слон · c3 білий кінь · f3 білий кінь · a2 білий пішак · b2 білий пішак · c2 білий пішак · d2 білий пішак · f2 білий пішак · g2 білий пішак · h2 білий пішак · a1 біла тура · c1 білий слон · d1 білий ферзь · e1 білий король · h1 біла тура | a8 чорна тура · b8 чорний кінь · d8 чорний ферзь · e8 чорний король · f8 чорний слон · g8 чорний кінь · h8 чорна тура · a7 чорний пішак · b7 чорний пішак · c7 чорний пішак · f7 чорний пішак · h7 чорний пішак · d6 чорний пішак · g6 чорний пішак · e5 чорний пішак · c4 білий слон · e4 білий пішак · g4 чорний слон · c3 білий кінь · f3 білий кінь · a2 білий пішак · b2 білий пішак · c2 білий пішак · d2 білий пішак · f2 білий пішак · g2 білий пішак · h2 білий пішак · a1 біла тура · c1 білий слон · d1 білий ферзь · e1 білий король · h1 біла тура | a8 чорна тура · b8 чорний кінь · d8 чорний ферзь · e8 чорний король · f8 чорний слон · g8 чорний кінь · h8 чорна тура · a7 чорний пішак · b7 чорний пішак · c7 чорний пішак · f7 чорний пішак · h7 чорний пішак · d6 чорний пішак · g6 чорний пішак · e5 чорний пішак · c4 білий слон · e4 білий пішак · g4 чорний слон · c3 білий кінь · f3 білий кінь · a2 білий пішак · b2 білий пішак · c2 білий пішак · d2 білий пішак · f2 білий пішак · g2 білий пішак · h2 білий пішак · a1 біла тура · c1 білий слон · d1 білий ферзь · e1 білий король · h1 біла тура | a8 чорна тура · b8 чорний кінь · d8 чорний ферзь · e8 чорний король · f8 чорний слон · g8 чорний кінь · h8 чорна тура · a7 чорний пішак · b7 чорний пішак · c7 чорний пішак · f7 чорний пішак · h7 чорний пішак · d6 чорний пішак · g6 чорний пішак · e5 чорний пішак · c4 білий слон · e4 білий пішак · g4 чорний слон · c3 білий кінь · f3 білий кінь · a2 білий пішак · b2 білий пішак · c2 білий пішак · d2 білий пішак · f2 білий пішак · g2 білий пішак · h2 білий пішак · a1 біла тура · c1 білий слон · d1 білий ферзь · e1 білий король · h1 біла тура | 6 |
| 5 | a8 чорна тура · b8 чорний кінь · d8 чорний ферзь · e8 чорний король · f8 чорний слон · g8 чорний кінь · h8 чорна тура · a7 чорний пішак · b7 чорний пішак · c7 чорний пішак · f7 чорний пішак · h7 чорний пішак · d6 чорний пішак · g6 чорний пішак · e5 чорний пішак · c4 білий слон · e4 білий пішак · g4 чорний слон · c3 білий кінь · f3 білий кінь · a2 білий пішак · b2 білий пішак · c2 білий пішак · d2 білий пішак · f2 білий пішак · g2 білий пішак · h2 білий пішак · a1 біла тура · c1 білий слон · d1 білий ферзь · e1 білий король · h1 біла тура | a8 чорна тура · b8 чорний кінь · d8 чорний ферзь · e8 чорний король · f8 чорний слон · g8 чорний кінь · h8 чорна тура · a7 чорний пішак · b7 чорний пішак · c7 чорний пішак · f7 чорний пішак · h7 чорний пішак · d6 чорний пішак · g6 чорний пішак · e5 чорний пішак · c4 білий слон · e4 білий пішак · g4 чорний слон · c3 білий кінь · f3 білий кінь · a2 білий пішак · b2 білий пішак · c2 білий пішак · d2 білий пішак · f2 білий пішак · g2 білий пішак · h2 білий пішак · a1 біла тура · c1 білий слон · d1 білий ферзь · e1 білий король · h1 біла тура | a8 чорна тура · b8 чорний кінь · d8 чорний ферзь · e8 чорний король · f8 чорний слон · g8 чорний кінь · h8 чорна тура · a7 чорний пішак · b7 чорний пішак · c7 чорний пішак · f7 чорний пішак · h7 чорний пішак · d6 чорний пішак · g6 чорний пішак · e5 чорний пішак · c4 білий слон · e4 білий пішак · g4 чорний слон · c3 білий кінь · f3 білий кінь · a2 білий пішак · b2 білий пішак · c2 білий пішак · d2 білий пішак · f2 білий пішак · g2 білий пішак · h2 білий пішак · a1 біла тура · c1 білий слон · d1 білий ферзь · e1 білий король · h1 біла тура | a8 чорна тура · b8 чорний кінь · d8 чорний ферзь · e8 чорний король · f8 чорний слон · g8 чорний кінь · h8 чорна тура · a7 чорний пішак · b7 чорний пішак · c7 чорний пішак · f7 чорний пішак · h7 чорний пішак · d6 чорний пішак · g6 чорний пішак · e5 чорний пішак · c4 білий слон · e4 білий пішак · g4 чорний слон · c3 білий кінь · f3 білий кінь · a2 білий пішак · b2 білий пішак · c2 білий пішак · d2 білий пішак · f2 білий пішак · g2 білий пішак · h2 білий пішак · a1 біла тура · c1 білий слон · d1 білий ферзь · e1 білий король · h1 біла тура | a8 чорна тура · b8 чорний кінь · d8 чорний ферзь · e8 чорний король · f8 чорний слон · g8 чорний кінь · h8 чорна тура · a7 чорний пішак · b7 чорний пішак · c7 чорний пішак · f7 чорний пішак · h7 чорний пішак · d6 чорний пішак · g6 чорний пішак · e5 чорний пішак · c4 білий слон · e4 білий пішак · g4 чорний слон · c3 білий кінь · f3 білий кінь · a2 білий пішак · b2 білий пішак · c2 білий пішак · d2 білий пішак · f2 білий пішак · g2 білий пішак · h2 білий пішак · a1 біла тура · c1 білий слон · d1 білий ферзь · e1 білий король · h1 біла тура | a8 чорна тура · b8 чорний кінь · d8 чорний ферзь · e8 чорний король · f8 чорний слон · g8 чорний кінь · h8 чорна тура · a7 чорний пішак · b7 чорний пішак · c7 чорний пішак · f7 чорний пішак · h7 чорний пішак · d6 чорний пішак · g6 чорний пішак · e5 чорний пішак · c4 білий слон · e4 білий пішак · g4 чорний слон · c3 білий кінь · f3 білий кінь · a2 білий пішак · b2 білий пішак · c2 білий пішак · d2 білий пішак · f2 білий пішак · g2 білий пішак · h2 білий пішак · a1 біла тура · c1 білий слон · d1 білий ферзь · e1 білий король · h1 біла тура | a8 чорна тура · b8 чорний кінь · d8 чорний ферзь · e8 чорний король · f8 чорний слон · g8 чорний кінь · h8 чорна тура · a7 чорний пішак · b7 чорний пішак · c7 чорний пішак · f7 чорний пішак · h7 чорний пішак · d6 чорний пішак · g6 чорний пішак · e5 чорний пішак · c4 білий слон · e4 білий пішак · g4 чорний слон · c3 білий кінь · f3 білий кінь · a2 білий пішак · b2 білий пішак · c2 білий пішак · d2 білий пішак · f2 білий пішак · g2 білий пішак · h2 білий пішак · a1 біла тура · c1 білий слон · d1 білий ферзь · e1 білий король · h1 біла тура | a8 чорна тура · b8 чорний кінь · d8 чорний ферзь · e8 чорний король · f8 чорний слон · g8 чорний кінь · h8 чорна тура · a7 чорний пішак · b7 чорний пішак · c7 чорний пішак · f7 чорний пішак · h7 чорний пішак · d6 чорний пішак · g6 чорний пішак · e5 чорний пішак · c4 білий слон · e4 білий пішак · g4 чорний слон · c3 білий кінь · f3 білий кінь · a2 білий пішак · b2 білий пішак · c2 білий пішак · d2 білий пішак · f2 білий пішак · g2 білий пішак · h2 білий пішак · a1 біла тура · c1 білий слон · d1 білий ферзь · e1 білий король · h1 біла тура | 5 |
| 4 | a8 чорна тура · b8 чорний кінь · d8 чорний ферзь · e8 чорний король · f8 чорний слон · g8 чорний кінь · h8 чорна тура · a7 чорний пішак · b7 чорний пішак · c7 чорний пішак · f7 чорний пішак · h7 чорний пішак · d6 чорний пішак · g6 чорний пішак · e5 чорний пішак · c4 білий слон · e4 білий пішак · g4 чорний слон · c3 білий кінь · f3 білий кінь · a2 білий пішак · b2 білий пішак · c2 білий пішак · d2 білий пішак · f2 білий пішак · g2 білий пішак · h2 білий пішак · a1 біла тура · c1 білий слон · d1 білий ферзь · e1 білий король · h1 біла тура | a8 чорна тура · b8 чорний кінь · d8 чорний ферзь · e8 чорний король · f8 чорний слон · g8 чорний кінь · h8 чорна тура · a7 чорний пішак · b7 чорний пішак · c7 чорний пішак · f7 чорний пішак · h7 чорний пішак · d6 чорний пішак · g6 чорний пішак · e5 чорний пішак · c4 білий слон · e4 білий пішак · g4 чорний слон · c3 білий кінь · f3 білий кінь · a2 білий пішак · b2 білий пішак · c2 білий пішак · d2 білий пішак · f2 білий пішак · g2 білий пішак · h2 білий пішак · a1 біла тура · c1 білий слон · d1 білий ферзь · e1 білий король · h1 біла тура | a8 чорна тура · b8 чорний кінь · d8 чорний ферзь · e8 чорний король · f8 чорний слон · g8 чорний кінь · h8 чорна тура · a7 чорний пішак · b7 чорний пішак · c7 чорний пішак · f7 чорний пішак · h7 чорний пішак · d6 чорний пішак · g6 чорний пішак · e5 чорний пішак · c4 білий слон · e4 білий пішак · g4 чорний слон · c3 білий кінь · f3 білий кінь · a2 білий пішак · b2 білий пішак · c2 білий пішак · d2 білий пішак · f2 білий пішак · g2 білий пішак · h2 білий пішак · a1 біла тура · c1 білий слон · d1 білий ферзь · e1 білий король · h1 біла тура | a8 чорна тура · b8 чорний кінь · d8 чорний ферзь · e8 чорний король · f8 чорний слон · g8 чорний кінь · h8 чорна тура · a7 чорний пішак · b7 чорний пішак · c7 чорний пішак · f7 чорний пішак · h7 чорний пішак · d6 чорний пішак · g6 чорний пішак · e5 чорний пішак · c4 білий слон · e4 білий пішак · g4 чорний слон · c3 білий кінь · f3 білий кінь · a2 білий пішак · b2 білий пішак · c2 білий пішак · d2 білий пішак · f2 білий пішак · g2 білий пішак · h2 білий пішак · a1 біла тура · c1 білий слон · d1 білий ферзь · e1 білий король · h1 біла тура | a8 чорна тура · b8 чорний кінь · d8 чорний ферзь · e8 чорний король · f8 чорний слон · g8 чорний кінь · h8 чорна тура · a7 чорний пішак · b7 чорний пішак · c7 чорний пішак · f7 чорний пішак · h7 чорний пішак · d6 чорний пішак · g6 чорний пішак · e5 чорний пішак · c4 білий слон · e4 білий пішак · g4 чорний слон · c3 білий кінь · f3 білий кінь · a2 білий пішак · b2 білий пішак · c2 білий пішак · d2 білий пішак · f2 білий пішак · g2 білий пішак · h2 білий пішак · a1 біла тура · c1 білий слон · d1 білий ферзь · e1 білий король · h1 біла тура | a8 чорна тура · b8 чорний кінь · d8 чорний ферзь · e8 чорний король · f8 чорний слон · g8 чорний кінь · h8 чорна тура · a7 чорний пішак · b7 чорний пішак · c7 чорний пішак · f7 чорний пішак · h7 чорний пішак · d6 чорний пішак · g6 чорний пішак · e5 чорний пішак · c4 білий слон · e4 білий пішак · g4 чорний слон · c3 білий кінь · f3 білий кінь · a2 білий пішак · b2 білий пішак · c2 білий пішак · d2 білий пішак · f2 білий пішак · g2 білий пішак · h2 білий пішак · a1 біла тура · c1 білий слон · d1 білий ферзь · e1 білий король · h1 біла тура | a8 чорна тура · b8 чорний кінь · d8 чорний ферзь · e8 чорний король · f8 чорний слон · g8 чорний кінь · h8 чорна тура · a7 чорний пішак · b7 чорний пішак · c7 чорний пішак · f7 чорний пішак · h7 чорний пішак · d6 чорний пішак · g6 чорний пішак · e5 чорний пішак · c4 білий слон · e4 білий пішак · g4 чорний слон · c3 білий кінь · f3 білий кінь · a2 білий пішак · b2 білий пішак · c2 білий пішак · d2 білий пішак · f2 білий пішак · g2 білий пішак · h2 білий пішак · a1 біла тура · c1 білий слон · d1 білий ферзь · e1 білий король · h1 біла тура | a8 чорна тура · b8 чорний кінь · d8 чорний ферзь · e8 чорний король · f8 чорний слон · g8 чорний кінь · h8 чорна тура · a7 чорний пішак · b7 чорний пішак · c7 чорний пішак · f7 чорний пішак · h7 чорний пішак · d6 чорний пішак · g6 чорний пішак · e5 чорний пішак · c4 білий слон · e4 білий пішак · g4 чорний слон · c3 білий кінь · f3 білий кінь · a2 білий пішак · b2 білий пішак · c2 білий пішак · d2 білий пішак · f2 білий пішак · g2 білий пішак · h2 білий пішак · a1 біла тура · c1 білий слон · d1 білий ферзь · e1 білий король · h1 біла тура | 4 |
| 3 | a8 чорна тура · b8 чорний кінь · d8 чорний ферзь · e8 чорний король · f8 чорний слон · g8 чорний кінь · h8 чорна тура · a7 чорний пішак · b7 чорний пішак · c7 чорний пішак · f7 чорний пішак · h7 чорний пішак · d6 чорний пішак · g6 чорний пішак · e5 чорний пішак · c4 білий слон · e4 білий пішак · g4 чорний слон · c3 білий кінь · f3 білий кінь · a2 білий пішак · b2 білий пішак · c2 білий пішак · d2 білий пішак · f2 білий пішак · g2 білий пішак · h2 білий пішак · a1 біла тура · c1 білий слон · d1 білий ферзь · e1 білий король · h1 біла тура | a8 чорна тура · b8 чорний кінь · d8 чорний ферзь · e8 чорний король · f8 чорний слон · g8 чорний кінь · h8 чорна тура · a7 чорний пішак · b7 чорний пішак · c7 чорний пішак · f7 чорний пішак · h7 чорний пішак · d6 чорний пішак · g6 чорний пішак · e5 чорний пішак · c4 білий слон · e4 білий пішак · g4 чорний слон · c3 білий кінь · f3 білий кінь · a2 білий пішак · b2 білий пішак · c2 білий пішак · d2 білий пішак · f2 білий пішак · g2 білий пішак · h2 білий пішак · a1 біла тура · c1 білий слон · d1 білий ферзь · e1 білий король · h1 біла тура | a8 чорна тура · b8 чорний кінь · d8 чорний ферзь · e8 чорний король · f8 чорний слон · g8 чорний кінь · h8 чорна тура · a7 чорний пішак · b7 чорний пішак · c7 чорний пішак · f7 чорний пішак · h7 чорний пішак · d6 чорний пішак · g6 чорний пішак · e5 чорний пішак · c4 білий слон · e4 білий пішак · g4 чорний слон · c3 білий кінь · f3 білий кінь · a2 білий пішак · b2 білий пішак · c2 білий пішак · d2 білий пішак · f2 білий пішак · g2 білий пішак · h2 білий пішак · a1 біла тура · c1 білий слон · d1 білий ферзь · e1 білий король · h1 біла тура | a8 чорна тура · b8 чорний кінь · d8 чорний ферзь · e8 чорний король · f8 чорний слон · g8 чорний кінь · h8 чорна тура · a7 чорний пішак · b7 чорний пішак · c7 чорний пішак · f7 чорний пішак · h7 чорний пішак · d6 чорний пішак · g6 чорний пішак · e5 чорний пішак · c4 білий слон · e4 білий пішак · g4 чорний слон · c3 білий кінь · f3 білий кінь · a2 білий пішак · b2 білий пішак · c2 білий пішак · d2 білий пішак · f2 білий пішак · g2 білий пішак · h2 білий пішак · a1 біла тура · c1 білий слон · d1 білий ферзь · e1 білий король · h1 біла тура | a8 чорна тура · b8 чорний кінь · d8 чорний ферзь · e8 чорний король · f8 чорний слон · g8 чорний кінь · h8 чорна тура · a7 чорний пішак · b7 чорний пішак · c7 чорний пішак · f7 чорний пішак · h7 чорний пішак · d6 чорний пішак · g6 чорний пішак · e5 чорний пішак · c4 білий слон · e4 білий пішак · g4 чорний слон · c3 білий кінь · f3 білий кінь · a2 білий пішак · b2 білий пішак · c2 білий пішак · d2 білий пішак · f2 білий пішак · g2 білий пішак · h2 білий пішак · a1 біла тура · c1 білий слон · d1 білий ферзь · e1 білий король · h1 біла тура | a8 чорна тура · b8 чорний кінь · d8 чорний ферзь · e8 чорний король · f8 чорний слон · g8 чорний кінь · h8 чорна тура · a7 чорний пішак · b7 чорний пішак · c7 чорний пішак · f7 чорний пішак · h7 чорний пішак · d6 чорний пішак · g6 чорний пішак · e5 чорний пішак · c4 білий слон · e4 білий пішак · g4 чорний слон · c3 білий кінь · f3 білий кінь · a2 білий пішак · b2 білий пішак · c2 білий пішак · d2 білий пішак · f2 білий пішак · g2 білий пішак · h2 білий пішак · a1 біла тура · c1 білий слон · d1 білий ферзь · e1 білий король · h1 біла тура | a8 чорна тура · b8 чорний кінь · d8 чорний ферзь · e8 чорний король · f8 чорний слон · g8 чорний кінь · h8 чорна тура · a7 чорний пішак · b7 чорний пішак · c7 чорний пішак · f7 чорний пішак · h7 чорний пішак · d6 чорний пішак · g6 чорний пішак · e5 чорний пішак · c4 білий слон · e4 білий пішак · g4 чорний слон · c3 білий кінь · f3 білий кінь · a2 білий пішак · b2 білий пішак · c2 білий пішак · d2 білий пішак · f2 білий пішак · g2 білий пішак · h2 білий пішак · a1 біла тура · c1 білий слон · d1 білий ферзь · e1 білий король · h1 біла тура | a8 чорна тура · b8 чорний кінь · d8 чорний ферзь · e8 чорний король · f8 чорний слон · g8 чорний кінь · h8 чорна тура · a7 чорний пішак · b7 чорний пішак · c7 чорний пішак · f7 чорний пішак · h7 чорний пішак · d6 чорний пішак · g6 чорний пішак · e5 чорний пішак · c4 білий слон · e4 білий пішак · g4 чорний слон · c3 білий кінь · f3 білий кінь · a2 білий пішак · b2 білий пішак · c2 білий пішак · d2 білий пішак · f2 білий пішак · g2 білий пішак · h2 білий пішак · a1 біла тура · c1 білий слон · d1 білий ферзь · e1 білий король · h1 біла тура | 3 |
| 2 | a8 чорна тура · b8 чорний кінь · d8 чорний ферзь · e8 чорний король · f8 чорний слон · g8 чорний кінь · h8 чорна тура · a7 чорний пішак · b7 чорний пішак · c7 чорний пішак · f7 чорний пішак · h7 чорний пішак · d6 чорний пішак · g6 чорний пішак · e5 чорний пішак · c4 білий слон · e4 білий пішак · g4 чорний слон · c3 білий кінь · f3 білий кінь · a2 білий пішак · b2 білий пішак · c2 білий пішак · d2 білий пішак · f2 білий пішак · g2 білий пішак · h2 білий пішак · a1 біла тура · c1 білий слон · d1 білий ферзь · e1 білий король · h1 біла тура | a8 чорна тура · b8 чорний кінь · d8 чорний ферзь · e8 чорний король · f8 чорний слон · g8 чорний кінь · h8 чорна тура · a7 чорний пішак · b7 чорний пішак · c7 чорний пішак · f7 чорний пішак · h7 чорний пішак · d6 чорний пішак · g6 чорний пішак · e5 чорний пішак · c4 білий слон · e4 білий пішак · g4 чорний слон · c3 білий кінь · f3 білий кінь · a2 білий пішак · b2 білий пішак · c2 білий пішак · d2 білий пішак · f2 білий пішак · g2 білий пішак · h2 білий пішак · a1 біла тура · c1 білий слон · d1 білий ферзь · e1 білий король · h1 біла тура | a8 чорна тура · b8 чорний кінь · d8 чорний ферзь · e8 чорний король · f8 чорний слон · g8 чорний кінь · h8 чорна тура · a7 чорний пішак · b7 чорний пішак · c7 чорний пішак · f7 чорний пішак · h7 чорний пішак · d6 чорний пішак · g6 чорний пішак · e5 чорний пішак · c4 білий слон · e4 білий пішак · g4 чорний слон · c3 білий кінь · f3 білий кінь · a2 білий пішак · b2 білий пішак · c2 білий пішак · d2 білий пішак · f2 білий пішак · g2 білий пішак · h2 білий пішак · a1 біла тура · c1 білий слон · d1 білий ферзь · e1 білий король · h1 біла тура | a8 чорна тура · b8 чорний кінь · d8 чорний ферзь · e8 чорний король · f8 чорний слон · g8 чорний кінь · h8 чорна тура · a7 чорний пішак · b7 чорний пішак · c7 чорний пішак · f7 чорний пішак · h7 чорний пішак · d6 чорний пішак · g6 чорний пішак · e5 чорний пішак · c4 білий слон · e4 білий пішак · g4 чорний слон · c3 білий кінь · f3 білий кінь · a2 білий пішак · b2 білий пішак · c2 білий пішак · d2 білий пішак · f2 білий пішак · g2 білий пішак · h2 білий пішак · a1 біла тура · c1 білий слон · d1 білий ферзь · e1 білий король · h1 біла тура | a8 чорна тура · b8 чорний кінь · d8 чорний ферзь · e8 чорний король · f8 чорний слон · g8 чорний кінь · h8 чорна тура · a7 чорний пішак · b7 чорний пішак · c7 чорний пішак · f7 чорний пішак · h7 чорний пішак · d6 чорний пішак · g6 чорний пішак · e5 чорний пішак · c4 білий слон · e4 білий пішак · g4 чорний слон · c3 білий кінь · f3 білий кінь · a2 білий пішак · b2 білий пішак · c2 білий пішак · d2 білий пішак · f2 білий пішак · g2 білий пішак · h2 білий пішак · a1 біла тура · c1 білий слон · d1 білий ферзь · e1 білий король · h1 біла тура | a8 чорна тура · b8 чорний кінь · d8 чорний ферзь · e8 чорний король · f8 чорний слон · g8 чорний кінь · h8 чорна тура · a7 чорний пішак · b7 чорний пішак · c7 чорний пішак · f7 чорний пішак · h7 чорний пішак · d6 чорний пішак · g6 чорний пішак · e5 чорний пішак · c4 білий слон · e4 білий пішак · g4 чорний слон · c3 білий кінь · f3 білий кінь · a2 білий пішак · b2 білий пішак · c2 білий пішак · d2 білий пішак · f2 білий пішак · g2 білий пішак · h2 білий пішак · a1 біла тура · c1 білий слон · d1 білий ферзь · e1 білий король · h1 біла тура | a8 чорна тура · b8 чорний кінь · d8 чорний ферзь · e8 чорний король · f8 чорний слон · g8 чорний кінь · h8 чорна тура · a7 чорний пішак · b7 чорний пішак · c7 чорний пішак · f7 чорний пішак · h7 чорний пішак · d6 чорний пішак · g6 чорний пішак · e5 чорний пішак · c4 білий слон · e4 білий пішак · g4 чорний слон · c3 білий кінь · f3 білий кінь · a2 білий пішак · b2 білий пішак · c2 білий пішак · d2 білий пішак · f2 білий пішак · g2 білий пішак · h2 білий пішак · a1 біла тура · c1 білий слон · d1 білий ферзь · e1 білий король · h1 біла тура | a8 чорна тура · b8 чорний кінь · d8 чорний ферзь · e8 чорний король · f8 чорний слон · g8 чорний кінь · h8 чорна тура · a7 чорний пішак · b7 чорний пішак · c7 чорний пішак · f7 чорний пішак · h7 чорний пішак · d6 чорний пішак · g6 чорний пішак · e5 чорний пішак · c4 білий слон · e4 білий пішак · g4 чорний слон · c3 білий кінь · f3 білий кінь · a2 білий пішак · b2 білий пішак · c2 білий пішак · d2 білий пішак · f2 білий пішак · g2 білий пішак · h2 білий пішак · a1 біла тура · c1 білий слон · d1 білий ферзь · e1 білий король · h1 біла тура | 2 |
| 1 | a8 чорна тура · b8 чорний кінь · d8 чорний ферзь · e8 чорний король · f8 чорний слон · g8 чорний кінь · h8 чорна тура · a7 чорний пішак · b7 чорний пішак · c7 чорний пішак · f7 чорний пішак · h7 чорний пішак · d6 чорний пішак · g6 чорний пішак · e5 чорний пішак · c4 білий слон · e4 білий пішак · g4 чорний слон · c3 білий кінь · f3 білий кінь · a2 білий пішак · b2 білий пішак · c2 білий пішак · d2 білий пішак · f2 білий пішак · g2 білий пішак · h2 білий пішак · a1 біла тура · c1 білий слон · d1 білий ферзь · e1 білий король · h1 біла тура | a8 чорна тура · b8 чорний кінь · d8 чорний ферзь · e8 чорний король · f8 чорний слон · g8 чорний кінь · h8 чорна тура · a7 чорний пішак · b7 чорний пішак · c7 чорний пішак · f7 чорний пішак · h7 чорний пішак · d6 чорний пішак · g6 чорний пішак · e5 чорний пішак · c4 білий слон · e4 білий пішак · g4 чорний слон · c3 білий кінь · f3 білий кінь · a2 білий пішак · b2 білий пішак · c2 білий пішак · d2 білий пішак · f2 білий пішак · g2 білий пішак · h2 білий пішак · a1 біла тура · c1 білий слон · d1 білий ферзь · e1 білий король · h1 біла тура | a8 чорна тура · b8 чорний кінь · d8 чорний ферзь · e8 чорний король · f8 чорний слон · g8 чорний кінь · h8 чорна тура · a7 чорний пішак · b7 чорний пішак · c7 чорний пішак · f7 чорний пішак · h7 чорний пішак · d6 чорний пішак · g6 чорний пішак · e5 чорний пішак · c4 білий слон · e4 білий пішак · g4 чорний слон · c3 білий кінь · f3 білий кінь · a2 білий пішак · b2 білий пішак · c2 білий пішак · d2 білий пішак · f2 білий пішак · g2 білий пішак · h2 білий пішак · a1 біла тура · c1 білий слон · d1 білий ферзь · e1 білий король · h1 біла тура | a8 чорна тура · b8 чорний кінь · d8 чорний ферзь · e8 чорний король · f8 чорний слон · g8 чорний кінь · h8 чорна тура · a7 чорний пішак · b7 чорний пішак · c7 чорний пішак · f7 чорний пішак · h7 чорний пішак · d6 чорний пішак · g6 чорний пішак · e5 чорний пішак · c4 білий слон · e4 білий пішак · g4 чорний слон · c3 білий кінь · f3 білий кінь · a2 білий пішак · b2 білий пішак · c2 білий пішак · d2 білий пішак · f2 білий пішак · g2 білий пішак · h2 білий пішак · a1 біла тура · c1 білий слон · d1 білий ферзь · e1 білий король · h1 біла тура | a8 чорна тура · b8 чорний кінь · d8 чорний ферзь · e8 чорний король · f8 чорний слон · g8 чорний кінь · h8 чорна тура · a7 чорний пішак · b7 чорний пішак · c7 чорний пішак · f7 чорний пішак · h7 чорний пішак · d6 чорний пішак · g6 чорний пішак · e5 чорний пішак · c4 білий слон · e4 білий пішак · g4 чорний слон · c3 білий кінь · f3 білий кінь · a2 білий пішак · b2 білий пішак · c2 білий пішак · d2 білий пішак · f2 білий пішак · g2 білий пішак · h2 білий пішак · a1 біла тура · c1 білий слон · d1 білий ферзь · e1 білий король · h1 біла тура | a8 чорна тура · b8 чорний кінь · d8 чорний ферзь · e8 чорний король · f8 чорний слон · g8 чорний кінь · h8 чорна тура · a7 чорний пішак · b7 чорний пішак · c7 чорний пішак · f7 чорний пішак · h7 чорний пішак · d6 чорний пішак · g6 чорний пішак · e5 чорний пішак · c4 білий слон · e4 білий пішак · g4 чорний слон · c3 білий кінь · f3 білий кінь · a2 білий пішак · b2 білий пішак · c2 білий пішак · d2 білий пішак · f2 білий пішак · g2 білий пішак · h2 білий пішак · a1 біла тура · c1 білий слон · d1 білий ферзь · e1 білий король · h1 біла тура | a8 чорна тура · b8 чорний кінь · d8 чорний ферзь · e8 чорний король · f8 чорний слон · g8 чорний кінь · h8 чорна тура · a7 чорний пішак · b7 чорний пішак · c7 чорний пішак · f7 чорний пішак · h7 чорний пішак · d6 чорний пішак · g6 чорний пішак · e5 чорний пішак · c4 білий слон · e4 білий пішак · g4 чорний слон · c3 білий кінь · f3 білий кінь · a2 білий пішак · b2 білий пішак · c2 білий пішак · d2 білий пішак · f2 білий пішак · g2 білий пішак · h2 білий пішак · a1 біла тура · c1 білий слон · d1 білий ферзь · e1 білий король · h1 біла тура | a8 чорна тура · b8 чорний кінь · d8 чорний ферзь · e8 чорний король · f8 чорний слон · g8 чорний кінь · h8 чорна тура · a7 чорний пішак · b7 чорний пішак · c7 чорний пішак · f7 чорний пішак · h7 чорний пішак · d6 чорний пішак · g6 чорний пішак · e5 чорний пішак · c4 білий слон · e4 білий пішак · g4 чорний слон · c3 білий кінь · f3 білий кінь · a2 білий пішак · b2 білий пішак · c2 білий пішак · d2 білий пішак · f2 білий пішак · g2 білий пішак · h2 білий пішак · a1 біла тура · c1 білий слон · d1 білий ферзь · e1 білий король · h1 біла тура | 1 |
|   | a | b | c | d | e | f | g | h |   |

У 1720-х—40-х роках Леґаль був найкращим гравцем столиці Франції, але юний Філідор після приїзду до Парижа швидко переріс його. Тому Леґаля вважають другим найсильнішим шахістом Парижа 2-ї пол. XVIII сторіччя. Регулярний відвідувач кафе «Режанс» — центру шахового життя столиці.
На честь майстра названа комбінація (т. зв. «мат Леґаля»), яку вперше використано у його партії проти Сен-Брі (ймовірно 1750 р.):
1. e4 e5 2. Cc4 d6 3. Kf3 Cg4 4. Kc3 g6? (діаграма) Чорні думають, що кінь на f3 зв'язаний, але це помилкове враження: 5. K: e5! Білі жертвують ферзя, а чорні, засліплені прагненням матеріальної переваги, збивають ферзя і отримують мат: … C: d1? 6. C: f7+ Kpe7 7. Kd5X